# 細川真之
細川 真之（ほそかわ さねゆき）は、戦国時代から安土桃山時代にかけての武将。讃岐守と称す。細川阿波守護家10代当主。

## 生涯
阿波守護・細川氏之（持隆）の子として誕生。母は小少将で、三好長治は異父弟にあたる。
天文22年（1553年）、父・氏之が三好実休によって殺害されると、その傀儡として擁立された。
永禄9年（1566年）、阿波守護として足利義栄を奉じ篠原長房ら阿波勢と本州に上陸。
実休死後もその子・三好長治（真之の異父弟）に傀儡として利用されたため、真之は大いに不満を持ち、天正4年（1578年）12月に勝瑞城を脱出して福良連経を頼って那賀郡の仁宇山中に逃れて再起を図った（『昔阿波物語』）。
天正6年（1578年）、同じく長治に対して不満を持つ一宮成相らと手を結び、土佐国の長宗我部氏に救援を求めて、長治を討った。だが、これを良しとしない三好越後守、矢野国村、河村左馬亮らは、長治の弟で讃岐国の十河氏を継いだ十河存保を擁立し勝瑞城に迎える。
天正7年（1579年）、細川方の有力国人だった伊沢頼俊が滅ぼされるなど、真之にとって戦況は不利であった。一方で土佐国の長宗我部元親は、始め織田信長と同盟を結び阿波三好氏との抗争を優位に進めてきたが、その後三好氏の後援にまわった織田氏と敵対し、信長の四国侵攻の脅威に晒されていた。
ところが、天正10年（1582年）6月に存保の後ろ盾であった織田信長が本能寺の変で横死すると、同年8月に元親は阿波国へ侵攻。十河存保は敗れ、阿波統治の本拠である勝瑞城を失い、讃岐虎丸城に撤退を余儀なくされた（中富川の戦い）。
天正10年（1582年）10月8日、真之は死去した。『三好記』によると、同年10月に十河存保は再び阿波国へ侵攻し、江村次郎大夫、本木新左衛門、露口兵庫、江邑兵衛進ら数百名の軍勢を遣わして真之の茅ヶ岡城を攻めさせ、敗れた真之は八幡原にて自害し、阿波細川家は滅亡したという。真之の死去は中富川の戦いの敗北により十河存保が讃岐国へ撤退後の日付であること、先の敗戦で回復困難な痛手を負った十河軍が阿波に再侵攻し茅ヶ岡城を攻めたという経緯には疑問が呈されており、しかも天正10年10月には十河・長宗我部軍の間で十河城の籠城戦が行われていた（第一次十河城の戦い）。また、襲撃した江村達を「山林の逆徒」と記していることからそれまで真之に従っていた阿波の国人であったとする説もあり、長宗我部元親による旧勢力の粛清も指摘されている。

## 系譜
- 父：細川氏之（持隆）（1516/1497-1553）
- 母：小少将
- 妻：不詳
- 生母不明の子女
  - 男子：細川隆之
  - 男子：細川允之
  - 男子：畠山之照 - 畠山高政の養子